# Simfonia núm. 6 (Holmboe)
La Simfonia núm. 6, op. 43, va ser escrita pel compositor danès Vagn Holmboe el 1947. Es va estrenar el 8 de gener de 1948 a Copenhaguen, interpretada per l'Orquestra Simfònica de la Ràdio Danesa dirigida per Erik Tuxen. Està dedicada a la seva esposa, Meta Holmboe. Té una durada d'uns 32 minuts.

## Moviments
- I. Adagio - Allegro - Adagio
- II. Allegro molto e con fuoco

## Origen i context
El mateix Holmboe descriu la seva inspiració per escriure la Sisena: «Era un dia de primavera de 1947. Una fracció de segon en què les coses es van tornar totalment clares i evidents. Una impressió d'espai, de distància, de presència concreta. Un espai de temps, percebut i captat en una fracció de segon. - Havia nascut una obra? Podia un asseure's i començar a escriure? Una simfonia s'havia revelat de cop, clara en cada detall? Per descomptat, un s'asseu i escriu la seva simfonia, i per descomptat, un s'adona tot el temps que està posant en pràctica l'experiència espai-temps que ha experimentat... Coses amb les quals un havia estat jugant durant molt de temps, potser durant anys, idees musicals antigues i noves, fragments i idees diverses: totes elles es van purificar, es van ordenar; van adquirir significat d'una manera completament evident tan bon punt un es va asseure a treballar. Un parell d'intervals de quarta de sobte es van tornar atmosfèrics; es va experimentar una tensió aguda enfront d'ells. Van esdevenir una font d'inspiració i van fer possible un desenvolupament posterior».

## Instrumentació
La simfonia va ser escrita per a una gran orquestra formada per 3 flautes, 3 oboès, 3 clarinets, 3 fagots - 4 trompes, 3 trompetes, 3 trombons, 1 tuba, timbales, percussió (3 músics), celesta i cordes.